# Lago Enriquillo
Lago Enriquillo är en sjö i Dominikanska republiken. Den ligger i den västra delen av landet, 180 km väster om huvudstaden Santo Domingo. Arean är 375 kvadratkilometer. Sjön är en av Nordamerikas lägsta platser.